# Atrichopogon torgnyensis
Atrichopogon torgnyensis är en tvåvingeart som beskrevs av Maurice Emile Marie Goetghebuer 1949. Atrichopogon torgnyensis ingår i släktet Atrichopogon och familjen svidknott. Inga underarter finns listade i Catalogue of Life.